# الكأس الأفروآسيوية للأندية 1998
الكأس الأفروآسيوية للأندية 1998 هي النسخة الحادية عشر من الكأس الأفروآسيوية والأخيرة وفاز بها الرجاء على بوهانغ ستيلرز.

## إلغاء البطولة
بعد فترة من البطولة بين أفريقيا وآسيا وبعد فترة من بطولة كأس الأنتركونتيننال بين أوروبا وأمريكا الجنوبية قرر الأتحاد الدولي لكرة القدم دمج البطولتين وإنشاء بطولة كأس العالم للأندية والتي تجمع بين جميع الأندية الفائزة بالبطولة القارية الخاصة بهم مثال: دوري أبطال أوروبا، دوري أبطال أفريقيا، دوري أبطال آسيا، كوبا ليبرتادورس و دوري أبطال الكونكاكاف.

## الفرق
الرجاء الفائز بدوري أبطال أفريقيا
بوهانغ ستيلرز الفائز بدوري أبطال آسيا

## الفائز بالبطولة
فاز نادي الرجاء بالبطولة للمرة الأولى.